# Маленькие Эйнштейны

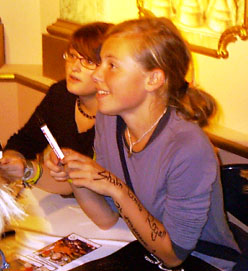
Роня Принц (справа) и Анна-София Штраус (слева) на встрече со зрителями раздают автографы.

«Маленькие Эйнштейны» (нем. Schloss Einstein, букв. «За́мок „Эйнштейн“») — немецкий молодёжный телесериал. Идёт на канале «KiKA» с 1998 года.

## Сюжет
Фильм рассказывает о жизни учеников частной гимназии-интерната, располагающейся в старинном замке.
Цель основателя гимназии доктора Штольберга — дать детям самое лучшее образование. Школа с естественнонаучным уклоном, поэтому он назвал её в честь Альберта Эйнштейна «Albert-Einstein-Gymnasium, Internat Schloss Seelitz». Дети же стали для краткости называть её просто «Schloss Einstein» («Замок „Эйнштейн“»).

## Сезоны
| №  | Серии   | К-во серий | Премьерные трансляции | Премьерные трансляции       |
| №  | Серии   | К-во серий | Дата | Время                       |
| -- | ------- | ---------- | --- | --------------------------- |
| 1  | 1–76    | 76         | 4 сентября 1998 (пятница) — 18 февраля 2000 (пятница) | 17:05                       |
| 2  | 77–116  | 40         | 25 февраля 2000 (пятница) — 24 ноября 2000 (пятница) | 17:05                       |
| 3  | 117–168 | 52         | 1 декабря 2000 (пятница) — 2 марта 2001 (пятница) 10 марта 2001 (суббота) — 24 ноября 2001 (суббота)                                                                            | 17:05 18:00                 |
| 4  | 169–200 | 32         | 1 декабря 2001 (суббота) — 6 июля 2002 (суббота) | 18:00                       |
| 5  | 201–232 | 32         | 13 июля 2002 (суббота) — 15 февраля 2003 (суббота) | 18:00                       |
| 6  | 233–272 | 40         | 22 февраля 2003 (суббота) — 22 ноября 2003 (суббота) | 18:00                       |
| 7  | 273–336 | 64         | 29 ноября 2003 (суббота) — 12 февраля 2005 (суббота) | 18:00                       |
| 8  | 337–392 | 56         | 19 февраля 2005 (суббота) — 27 августа 2005 (суббота) 3 сентября 2005 (суббота) — , 25 марта 2006 (суббота)                                                                     | 18:00 17:20                 |
| 9  | 393–428 | 36         | 1 апреля 2006 (суббота) — 16 сентября 2006 (суббота) 23 сентября 2006 (суббота) — 2 декабря 2006 (суббота)                                                                      | 17:20 17:15                 |
| 10 | 429–480 | 52         | 9 декабря 2006 (суббота) — 1 декабря 2007 (суббота) | 17:20                       |
| 11 | 481–532 | 52         | 5 января 2008 (суббота) — 23 февраля 2008 (суббота) 1 марта 2008 (суббота) — 12 июля 2008 (суббота) 30 августа 2008 (суббота) — 13 декабря 2008 (суббота)                       | 16:50 и 17:15 17:15         |
| 12 | 533–584 | 52         | 3 января 2009 (суббота) — 31 января 2009 (суббота) 7 февраля 2009 (суббота) — 21 ноября 2009 (суббота)                                                                          | 16:45 и 17:10 17:10         |
| 13 | 585–636 | 52         | 2 января 2010 (суббота) — 25 декабря 2010 (суббота) | 17:10                       |
| 14 | 637–688 | 52         | 8 января 2011 (суббота) — 7 мая 2011 (суббота) 14 мая 2011 (суббота) — 1 октября 2011 (суббота) 8. октября 2011 (суббота) — 24 декабря 2011 (суббота) 31 декабря 2011 (суббота) | 17:10 14:10 14:35 19:50     |
| 15 | 689–740 | 52         | 7 января 2012 (суббота) — 15 декабря 2012 (суббота) двойная серия в субботу, 22 декабря 2012                                                                                    | 14:35 14:35 и 15:00         |
| 16 | 741–792 | 52         | 5 января 2013 (суббота) — 28 декабря 2013 (суббота) | 14:35                       |
| 17 | 793–818 | 26         | 4 января 2014 (суббота) — 28 июня 2014 (суббота) | 14:35                       |
| 18 | 819–844 | 26         | идут съёмки с 8 апреля 2014 | идут съёмки с 8 апреля 2014 |

## Награды и номинации
- 1999: «Золотой воробей»[нем.] в категории «Короткометражный фильм»
- 1999: «Золотой Теликс» (Goldener Telix) журнала-телегида «Гонг»[нем.] в категории «Игровой сериал или фильм»
- 2007: номинация на «Kids Choice Award» в категории «Лучший сериал»
- 2009: «Бездымная печать 2009» (Rauchfrei-Siegel 2009)[9]
- 2010: «Золотой воробей»[нем.] в категории «Сериал»
- 2012: номинация 700-й серии на «Золотого воробья» в категории «Короткометражный фильм, сериал»[10]
- 2013: «Белый слон»[нем.] в категории «Особые заслуги»[11]